# エネルギア不動産
エネルギア不動産（エネルギアふどうさん、EnerGia Real Estate Co.,Ltd.）は、かつて存在した中国電力系列の不動産事業者。
中国地方内において戸建住宅の分譲、マンションの分譲、賃貸住宅・賃貸事務所の建設・運営、駐車場の建設・運営、宅地の販売、スーパー銭湯事業（天然温泉 ほの湯）、不動産活用事業等を行なっていた。
2015年10月1日、同じく中国電力子会社の中国企業株式会社（現在の株式会社エネルギアL&Bパートナーズ）に吸収合併され、解散した。

## 沿革
- 2002年（平成14年）2月1日 - 中国電力の保有する土地の有効活用を目的に、中国電力の100%子会社として設立。
- 2004年（平成16年）12月7日 - スーパー銭湯事業（宇品天然温泉 ほの湯）を開始。
- 2011年（平成23年）2月10日 - スーパー銭湯事業2店舗目となる「塩屋天然温泉 ほの湯 楽々園」を開業。
- 2015年（平成27年）10月1日 - 中国企業株式会社（現在の株式会社エネルギアL&Bパートナーズ）に吸収合併され解散。

## 事業所
- 本店 - 広島県広島市中区小町3番19号 MG広島小町ビル8階
- 岡山営業所 - 岡山県岡山市北区内山下一丁目4番9号 中国電力エネルギア岡山ビル4階
- 山口営業所 - 山口県山口市中央二丁目4番5号 山口中企ビル4階
- 宇品天然温泉 ほの湯 - 広島県広島市南区宇品東三丁目4番34号
- 塩屋天然温泉 ほの湯 楽々園 - 広島県広島市佐伯区楽々園五丁目7番1号

## 主な事業
- 戸建住宅の分譲
  - エネルギアタウン
  - エネルギアステージ
- マンションの分譲
- 賃貸住宅・賃貸事務所の建設・運営
- 駐車場の建設・運営
- 宅地の販売
- スーパー銭湯事業
  - 天然温泉 ほの湯
- 不動産活用事業
  - E.R.E宇品御幸ビル - 被爆建物

## 戸建住宅の分譲
- エネルギアタウン五日市 - 広島県広島市佐伯区五日市四丁目
- エネルギアタウン福吉町 - 岡山県岡山市南区福吉町
- エネルギアタウンリバーグラン江波西 - 広島市中区江波西
- リバーパーク下松 - 山口県下松市大字末武下
- エネルギアタウン八王寺 - 岡山県倉敷市
- エネルギアタウン中庄 - 岡山県倉敷市
- エネルギアタウン扇町 - 山口県周南市
- エネルギアタウン坂
- エネルギアタウン藤生 - 山口県岩国市
- エネルギアタウン津市 - 山口県山口市
- エネルギアタウン津島本町 - 岡山市津島本町